# 1486
Rok 1486 (MCDLXXXVI) byl nepřestupný rok, který podle juliánského kalendáře započal nedělí. 
Podle židovského kalendáře došlo k přelomu let 5246 a 5247. Podle islámského kalendáře započal dne 16. ledna rok 891. 

## Události
- 18. leden – Anglický král Jindřich VII. se oženil s Alžbětou z Yorku. Tímto sňatkem byl uzavřen mír mezi Lancastery a Yorky, čímž skončila definitivně Válka růží.
- 16. únor – Rakouský arcivévoda Maxmilián I. Habsburský byl ve Frankfurtu zvolen římským králem (korunován byl následně 9. dubna)

### Neznámé datum
- Z roku 1486 pochází první písemná zmínka o fotbalu
- Johann Reuchlin se začal učit hebrejsky
- Aztécký vládce města Tenochtitlán Tízoc zemřel. Podle několika zdrojů byl otráven. Podle ostatních zdrojů se stal obětí čarodějnictví nebo zemřel po nemoci. Na trůnu jej vystřídal jeho bratr Ahuitzotl.
- Zikmund, arcivévoda tyrolský, vydal první velkou stříbrnou minci v Evropě, která se později stala tolarem.
- Ve Štrasburku byla vydána latinsky psaná rukověť Malleus maleficarum (česky Kladivo na čarodějnice).

## Narození

### Česko
- Jan IV. Zajíc z Hazmburka, český šlechtic († 2. října 1553)

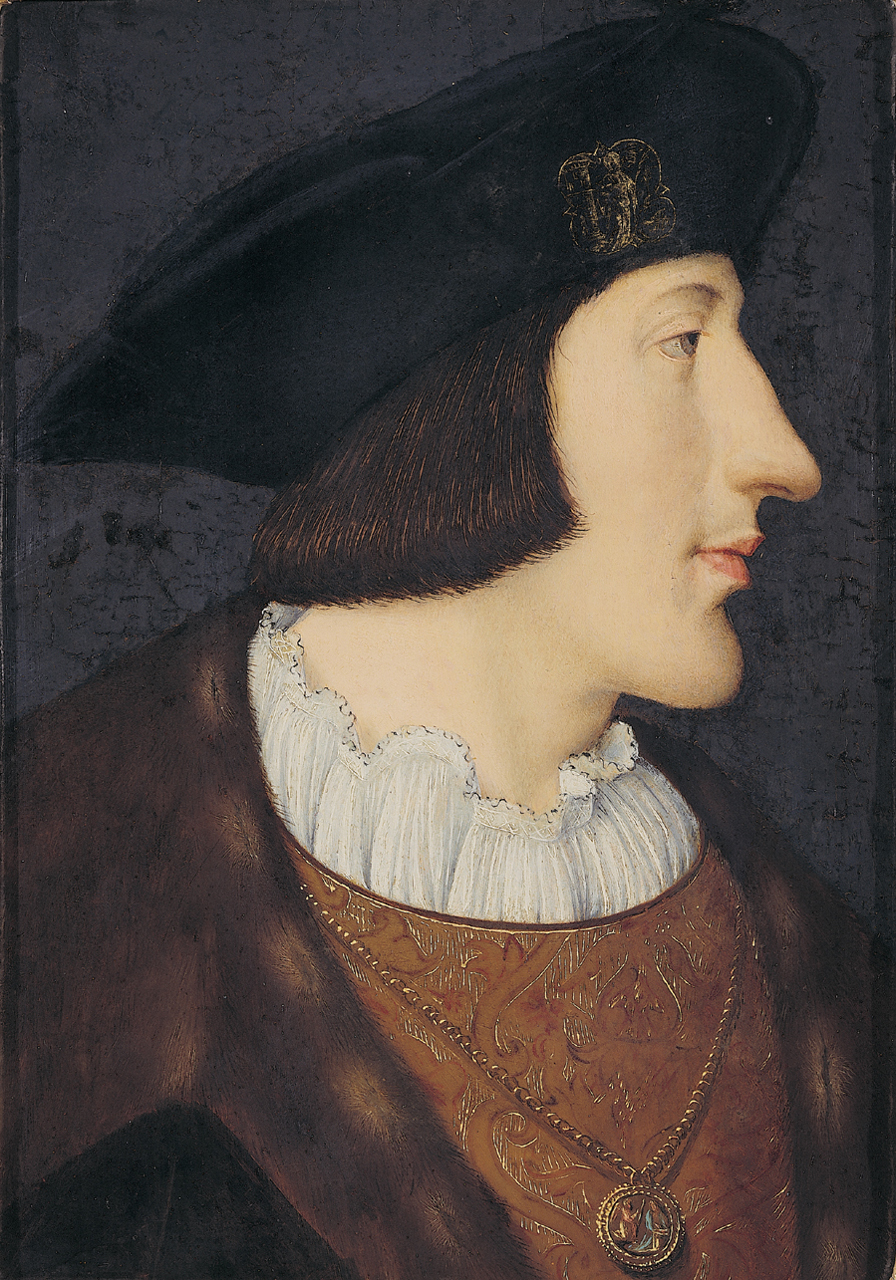
Karel III. Savojský (* 10. října)

### Svět
- 06. ledna – Martin Agricola, německý hudební teoretik a skladatel († 10. června 1556)
- 16. června – Andrea del Sarto, italský renesanční malíř († 21. ledna 1531)
- 02. července – Jacopo Sansovino, italský sochař a architekt († 27. listopadu 1570)
- 25. července – Albrecht VII. Meklenburský, meklenburský vévoda († 5. ledna 1547)
- 23. srpna – Siegmund von Herberstein, rakouský diplomat († 28. března 1566)
- 14. září – Heinrich Cornelius Agrippa von Nettesheim německý okultista, alchymista a lékař († 18. února 1535)
- 20. září – Artur Tudor, princ z Walesu, syn anglického krále Jindřicha VII. († 2. duben 1502)
- 10. října – Karel III. Savojský, savojský vévoda († 17. srpna 1553)
- 13. listopadu – Johann Eck, německý scholastický teolog, katolický prelát a raný protireformátor († 13. února 1543)
- neznámé datum
  - Ahuitzotl, krvavý aztécký vládce († 1502)
  - Svatý Jeroným Emiliani, zakladatel řádu „Clerici Regulares Congregationis Somaschae“ († 8. února 1537)
  - Hernando de Soto, španělský conquistador a guvernér Kuby († 21. května 1542)
  - Svatý Tomáš z Villanovy, arcibiskup ve Valencii († 8. září 1555)
  - Balthasar Resinarius, německý skladatel církevní hudby († 12. dubna 1544)
  - Hans Daucher, německý renesanční řezbář, sochař a medailér († 1538)
  - Čaitanja Maháprabhu, asketický vaišnavský mnich a společenský reformátor v Bengálsku († 1534)
  - Šér Chán Súr, afghánský válečník a zakladatel dynastie Súriů († 22. května 1545)

## Úmrtí

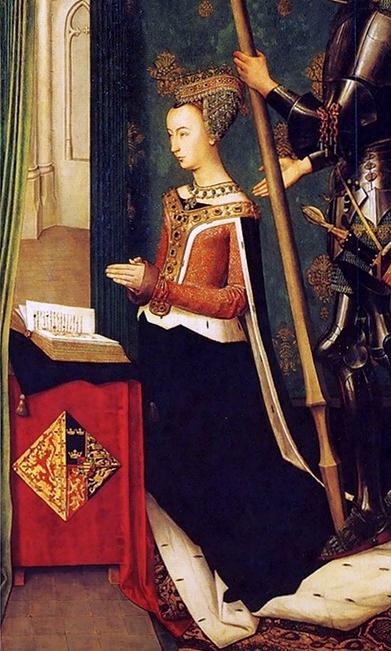
Markéta Dánská († 14. července)

- 12. února – Markéta Habsburská, saská kurfiřtka (* 1416)
- 11. března – Albrecht III. Achilles, německý šlechtic a braniborský kurfiřt (* 1414)
- 15. května – Markéta z Foix, bretaňská vévodkyně (* 1449)
- 14. července – Markéta Dánská, skotská královna jako manželka Jakuba III. († 23. června 1456)
- 17. srpna – Šang Lu, politik čínské říše Ming († 16. března 1414)
- 27. září – Gabriel Rangoni, italský františkán a kardinál († 1410)
- neznámé datum
  - Abú al-Hasan Alí ibn Muhammad al-Qalasádí, arabský matematik a islámský učenec (* 1412)
  - Ludvík z Montpensieru, zakladatel rodu Bourbon-Montpensier, vedlejší větve Bourbonů (* 1405)
  - Diebold Schilling starší, švýcarský středověký historik a autor několika švýcarských ilustrovaných kronik (* 1445)
  - Tízoc, aztécký vládce, (* 1436)

## Hlavy států
- České království – Vladislav Jagellonský
- Svatá říše římská – Fridrich III.
- Papež – Inocenc VIII.
- Anglické království – Jindřich VII. Tudor
- Dánsko – Jan I.
- Francouzské království – Karel VIII.
- Polské království – Kazimír IV. Jagellonský
- Uherské království – Matyáš Korvín
- Litevské velkoknížectví – Kazimír IV. Jagellonský
- Norsko – Jan I. Dánský
- Portugalsko – Jan II.
- Švédsko – regent Sten Sture
- Rusko – Ivan III. Vasiljevič
- Kastilie – Isabela Kastilská
- Aragonské království – Ferdinand II. Aragonský